# Roserittet
Roserittet war ein norwegischer Sportwettbewerb im Straßenradsport, der von 1954 bis 2018 veranstaltet wurde.

## Geschichte
Das Radrennen Roserittet wurde 1954 begründet und fand mit Unterbrechungen bis 2018 statt. Von 1954 bis 1957 lief das Rennen unter dem Namen Hortensrittet. Namensgeber war die norwegische Stadt Horten im Süden Norwegens. 1958 erhielt es anlässlich des 100. Gründungsjubiläums der Stadt den Namen Roserittet. Später lief es unter dem Namen Roserittet DNV Grand Prix. 2006 wurde es in der Kategorie 2.2 des UCI-Kalenders geführt. Das Rennen bestand in der Regel aus zwei Straßenrennen und einem Einzelzeitfahren mit einer Gesamtwertung. Sieger wurde der Fahrer mit der besten Gesamtzeit oder der höchsten Punktezahl, die in einigen Jahren für die Einzelrennen vergeben wurden.  Ab 2007 gehörte das Rennen wieder zum nationalen Rennkalender. Das Rennen hatte 56 Ausgaben. Erfolgreichster Fahrer war Per Digerud mit vier Siegen.

## Palmarès
- 1954  Reidar Schöne
- 1955  Odd Berg
- 1956  Per Digerud
- 1957  Per Digerud
- 1958  Per Digerud
- 1959  Fredrik Kveil
- 1960  Per Digerud
- 1961  Jørgen Jørgensen
- 1962 nicht ausgetragen
- 1963  Fredrik Kveil
- 1964  Tore Milsett
- 1965  Rolf Sogn Olsen
- 1966  Hans Sigvart Realfsen
- 1967  Thorleif Andresen
- 1968  Tore Milsett
- 1969  Thorleif Andresen
- 1970  Willie Juul Pedersen
- 1971  Leif Yli
- 1972 nicht ausgetragen
- 1973  Tom Larsen
- 1974  Thorleif Andresen
- 1975 nicht ausgetragen
- 1976  Geir Digerud
- 1977  Stein Bråthen
- 1978  Jon Rangfred Hansen
- 1979  Morten Sæther
- 1980  Ole Kristian Silseth
- 1981  Stein Bråthen
- 1982  Ole Kristian Silseth
- 1983  Dag Otto Lauritzen
- 1984  Torje Alstad
- 1985  Arnstein Hope
- 1986  Erik Johan Sæbø
- 1987  Arnstein Raunehaug
- 1988  Atle Pedersen
- 1989  Dag Erik Pedersen
- 1990–1992 nicht ausgetragen
- 1993  Vegard Øverås-Lied
- 1994  Trond Bjerkly
- 1995  Egil Andersen
- 1996  Kurt Asle Arvesen
- 1997  Svein Gaute Hølestøl
- 1998  Øyvind Lillehagen
- 1999  Stefan Repshus
- 2000  Martin Vestby
- 2001  Steffen Kjærgaard
- 2002  Jan Jespersen
- 2003  Steffen Kjærgaard
- 2004  Mathias Carlsson
- 2005  Gabriel Rasch
- 2006  Jos van Emden
- 2007–2008 nicht ausgetragen
- 2009  Kristian Forbord
- 2010 nicht ausgetragen
- 2011  Audun Brekke Fløtten
- 2012  Bjørn Tore Hoem
- 2013  Håvard Blikra
- 2014  Frederik Wilmann
- 2015  Åsmund Løvik Romstad
- 2016  Adrian Gjølberg
- 2017  Kristoffer Ylven Westgaard
- 2018  Ludvik Holstad